# سودان (اهواز)
سودان یک منطقهٔ مسکونی در ایران است که در استان خوزستان واقع شده‌است. براساس سرشماری مرکز آمار ایران در سال ۱۳۹۵، سودان ۲۹۲ نفر جمعیت دارد.